# 马朗库尔
马朗库尔（法語：Malancourt，法語發音：[malɑ̃kuʁ]）是法国默兹省的一个市镇，属于凡尔登区。

## 地理
马朗库尔（49°14'31"N, 5°10'47"E）面积16.52 平方千米，位于法国大東部大區默兹省，该省份为法国西北部内陆省份，北与比利时接壤，西接马恩省和阿登省，南至上马恩省和孚日省，东临默尔特-摩泽尔省。
与马朗库尔接壤的市镇（或旧市镇、城区）包括：阿沃库尔、贝坦库尔、屈西、阿戈讷地区埃讷、阿戈讷地区蒙福孔。

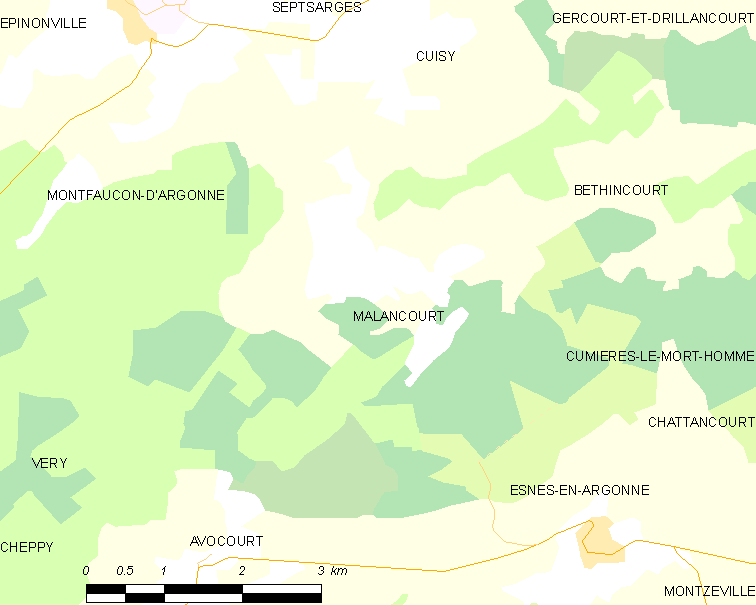
马朗库尔的OSM定位图

马朗库尔的时区为UTC+01:00、UTC+02:00（夏令时）。

## 行政
马朗库尔的邮政编码为55270，INSEE市镇编码为55313。

## 政治
马朗库尔所属的省级选区为阿戈讷地区克莱蒙县。

## 人口

1962-2008年间马朗库尔人口变化图示

马朗库尔于2022年1月1日时的人口数量为69人。